# Calopteryx maculata
Calopteryx maculata är en trollsländeart som först beskrevs av Palisot de Beauvois 1807.  Calopteryx maculata ingår i släktet Calopteryx och familjen jungfrusländor. Inga underarter finns listade i Catalogue of Life.

## Bildgalleri

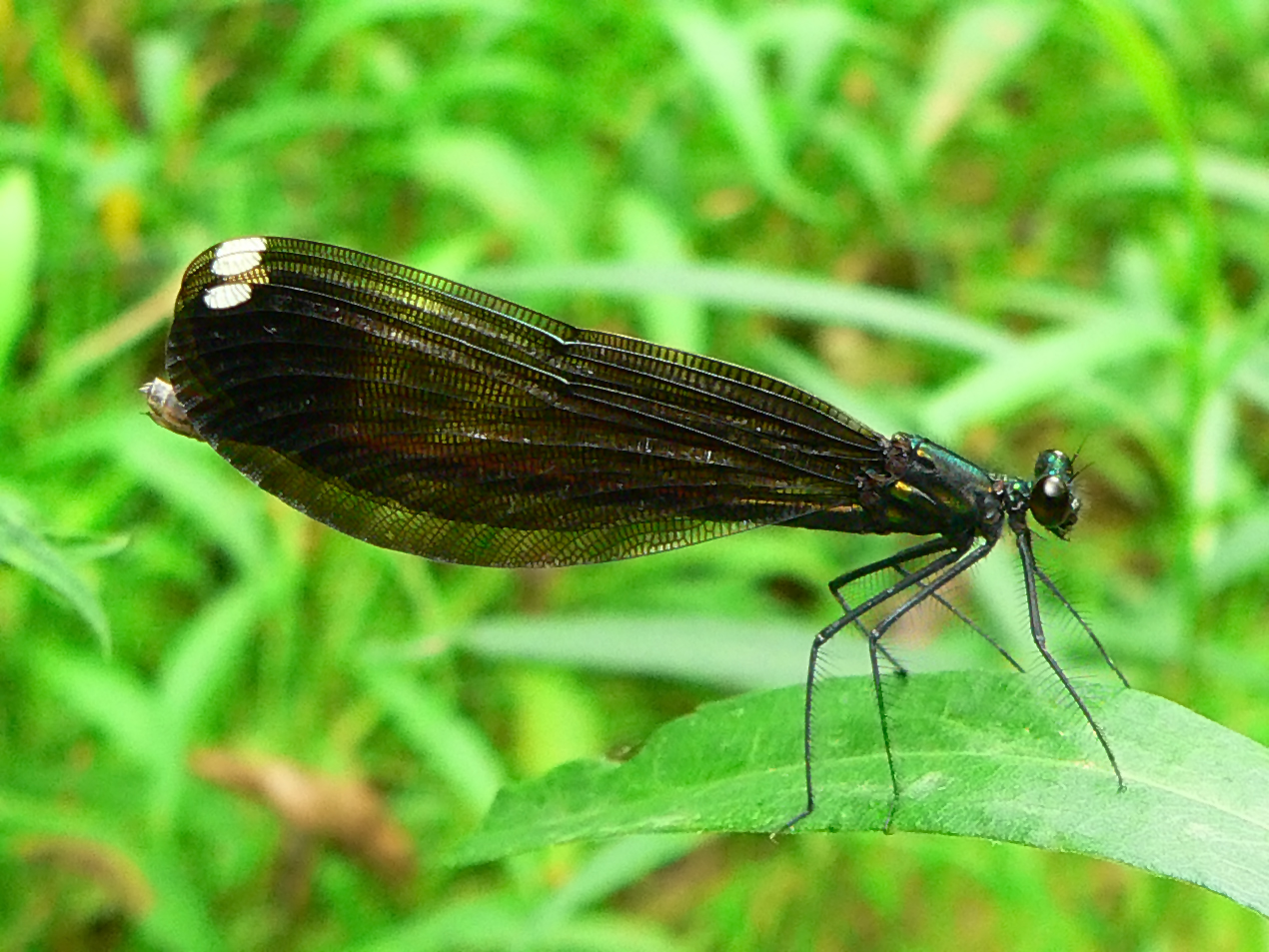
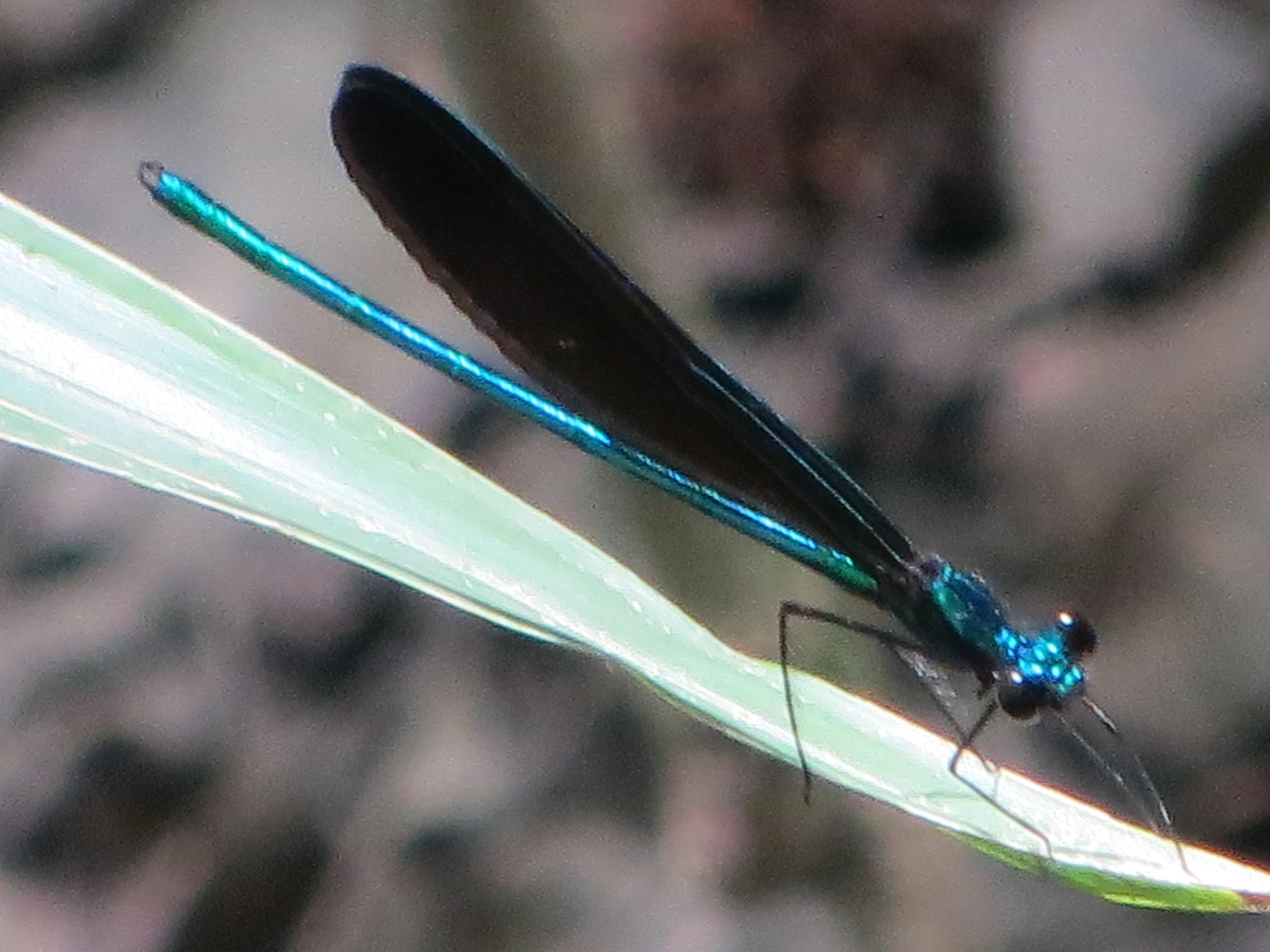
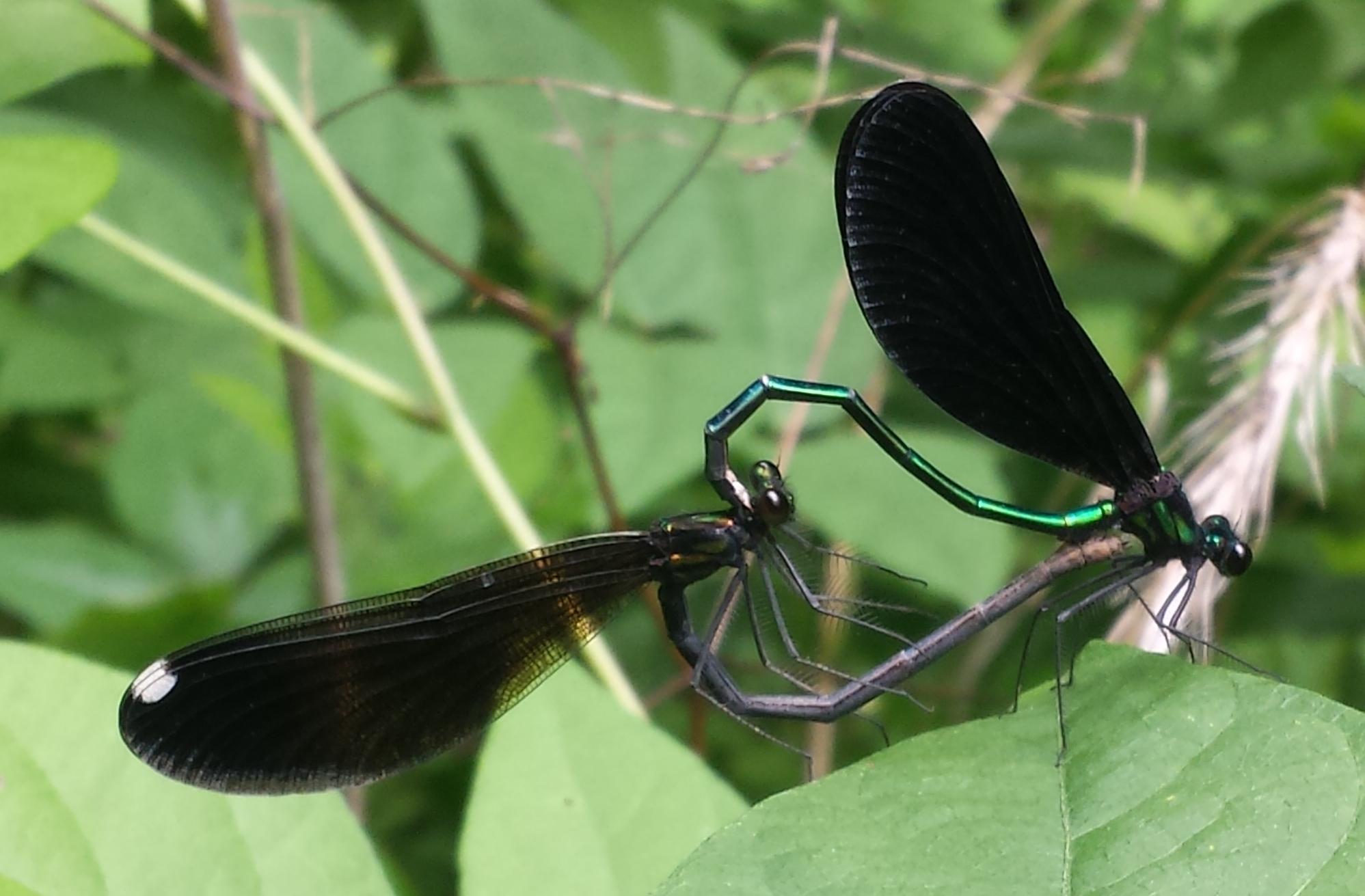
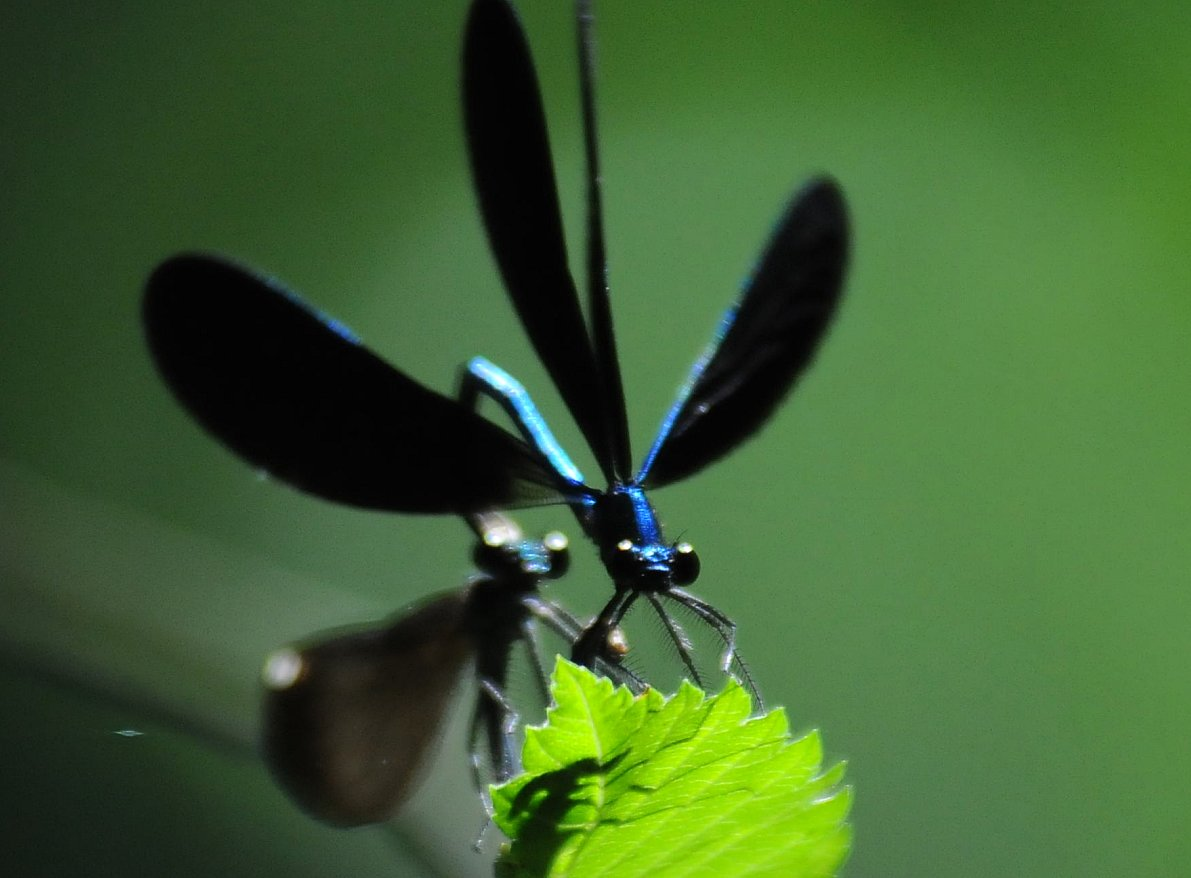
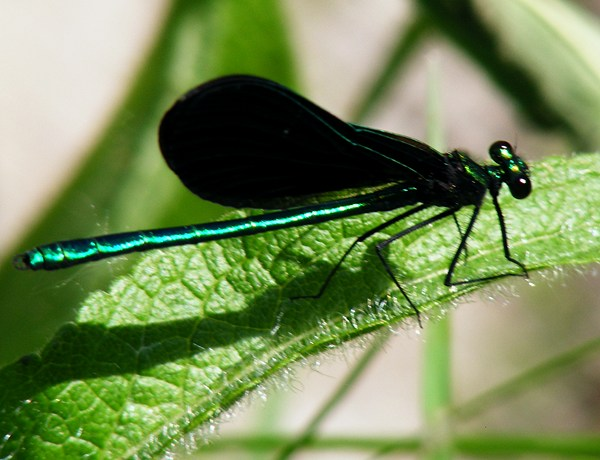
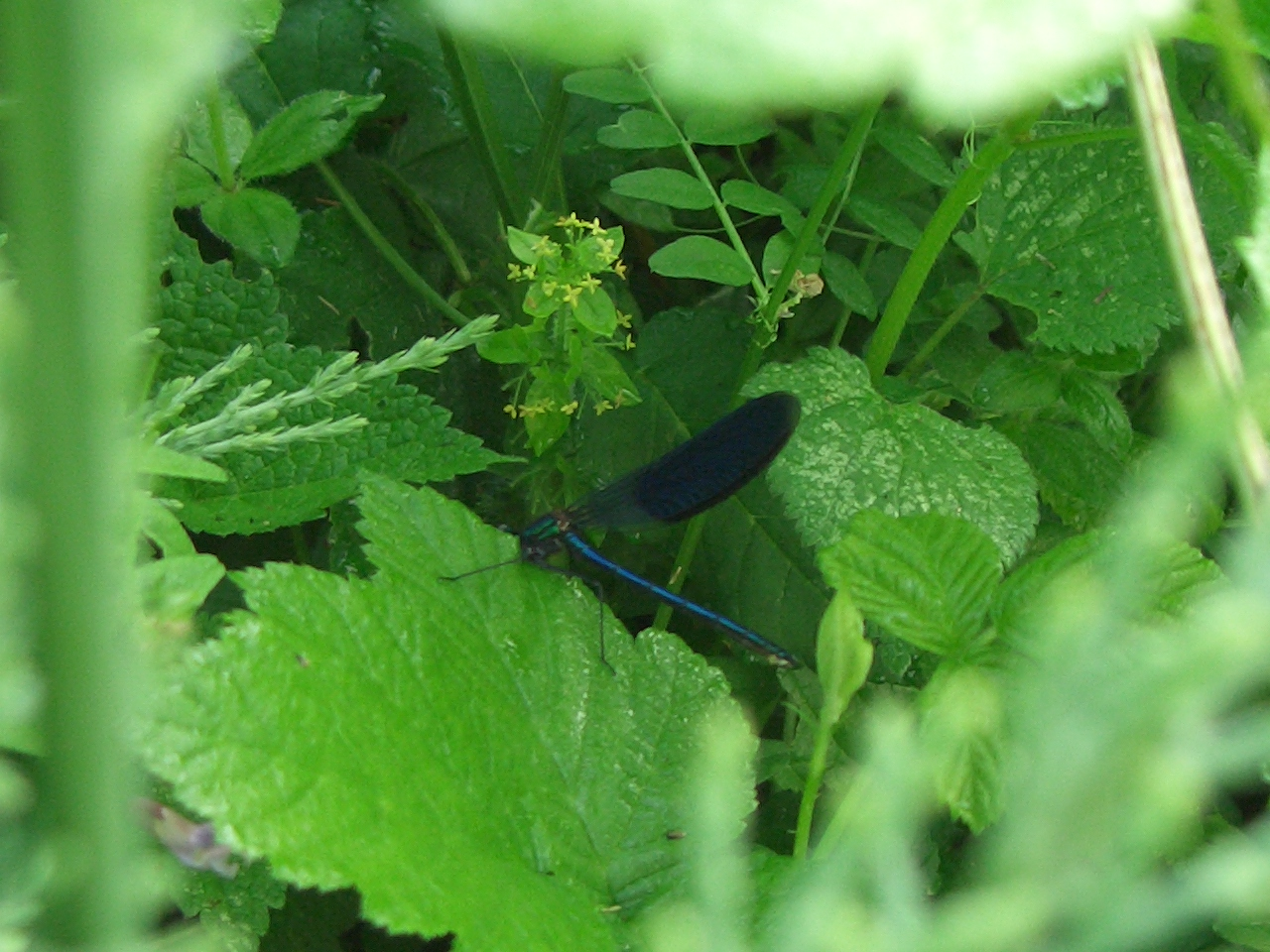